# Проценко, Олег Петрович
Оле́г Петро́вич Проце́нко (20 января 1979, станица Новолабинская, Краснодарский край — 10 сентября 1999, Новолакский район, Дагестан) — боец Армавирского отряда спецназа «Вятич», младший сержант, Герой России.

## Биография
Родился 20 января 1979 года в станице Новолабинская Усть-Лабинского района Краснодарского края. Окончив школу, поступил в сельскохозяйственный техникум по специальности зоотехник. После завершения обучения призван 4 июля 1998 года в ряды Вооружённых Сил. На призывном пункте сам попросился в спецназ, и поскольку имел спортивные разряды по боксу и дзюдо, его просьба была удовлетворена. После окончания сержантской учебки младший сержант Проценко был направлен в только что сформированный в Армавире отряд специального назначения Внутренних войск «Вятич» на должность снайпера. Первая командировка была в Карачаево-Черкесию в мае 1999 года в связи с выборами президента республики, вторая — в Дагестан.
5 сентября 1999 года отряд прибыл в Новолакский район, где командованием ему была поставлена задача взять ретранслятор на господствующей высоте 715,3. 10 сентября 1999 года Олег Проценко прикрывал до последнего патрона отход Армавирского отряда спецназа, получил серьезное ранение, не мог самостоятельно передвигаться. Когда был окружен группой боевиков, подорвал их и себя гранатой.
Всего в тот день армавирский спецназ потерял 34 человека, и ещё были ранены 90 человек — каждый второй боец.
Указом Президента Российской Федерации № 1745 от 30 декабря 1999 года младшему сержанту Олегу Петровичу Проценко посмертно присвоено Звание Героя Российской Федерации.
Приказом министра внутренних дел РФ навечно зачислен в списки личного состава части.
Похоронен в городе Курганинск (Краснодарский край).

## Память
- Навечно зачислен в списки личного состава части
- Памятная мемориальная доска на здании школы, в которой учился Герой
- Памятная мемориальная доска на здании техникума, в котором учился Герой
- Фотография на монументе, посвященном Героям Советского Союза и России, в Усть-Лабинском районе
- Именем Героя названа одна из улиц города Курганинск Краснодарского края
- Надгробный памятник на городском кладбище в городе Курганинск Краснодарского края